# Andrew Shaw
Andrew Shaw, född 20 juli 1991, är en kanadensisk professionell ishockeyspelare som spelar för Chicago Blackhawks i NHL.
Han har tidigare spelat på NHL-nivå för Montreal Canadiens och Chicago Blackhawks och på lägre nivåer för Rockford Icehogs i AHL och Niagara Icedogs och Owen Sound Attack i OHL.
Shaw vann Stanley Cup med Chicago Blackhawks 2013 och 2015.

## Klubblagskarriär

### NHL

#### Chicago Blackhawks (I)
Han draftades i femte rundan i 2011 års draft av Chicago Blackhawks som 139:e spelare totalt, där han också vann Stanley Cup för säsongerna 2013 och 2015.

#### Montreal Canadiens
Den 25 juni 2016 tradades han till Montreal Canadiens i utbyte mot två val i andra rundan i NHL-draften 2016, som Blackhawks bl.a. använde för att välja Alex DeBrincat.

#### Chicago Blackhawks (II)
Han tradades tillbaka till Blackhawks den 30 juni 2019 tillsammans med ett draftval i sjunde rundan i NHL-draften 2021, i utbyte mot ett val i andra rundan och ett val i sjunde rundan i NHL-draften 2020 samt ett val i tredje rundan i NHL-draften 2021.

## Statistik
| Källa: Utv = Utvisningsminuter Uppdaterad: 2020-12-20 | Källa: Utv = Utvisningsminuter Uppdaterad: 2020-12-20 | Källa: Utv = Utvisningsminuter Uppdaterad: 2020-12-20 |                           | Grundserie                | Grundserie                | Grundserie                | Grundserie                | Grundserie                |                           | Slutspel                  | Slutspel                  | Slutspel                  | Slutspel                  | Slutspel |
| Säsong                                                | Lag                                                   | Liga                                                  | Matcher                   | Mål                       | Assists                   | Poäng                     | Utv                       | Matcher                   | Mål                       | Assists                   | Poäng                     | Utv                       |                           |          |
| ----------------------------------------------------- | ----------------------------------------------------- | ----------------------------------------------------- | ------------------------- | ------------------------- | ------------------------- | ------------------------- | ------------------------- | ------------------------- | ------------------------- | ------------------------- | ------------------------- | ------------------------- | ------------------------- | -------- |
| 2006–2007                                             | Quinte Red Devils Minor Midget AAA                    | ETAHL                                                 | 50                        | 38                        | 45                        | 83                        | —                         | 3                         | 1                         | 2                         | 3                         | —                         |                           |          |
| 2007–2008                                             | Quinte Red Devils Midget AAA                          | ETAHL                                                 | Statistik ej tillgänglig. | Statistik ej tillgänglig. | Statistik ej tillgänglig. | Statistik ej tillgänglig. | Statistik ej tillgänglig. | Statistik ej tillgänglig. | Statistik ej tillgänglig. | Statistik ej tillgänglig. | Statistik ej tillgänglig. | Statistik ej tillgänglig. | Statistik ej tillgänglig. |          |
| 2008–2009                                             | Niagara Icedogs                                       | OHL                                                   | 56                        | 8                         | 9                         | 17                        | 97                        | 12                        | 2                         | 1                         | 3                         | 22                        |                           |          |
| 2009–2010                                             | Niagara Icedogs                                       | OHL                                                   | 68                        | 11                        | 25                        | 36                        | 129                       | 5                         | 0                         | 0                         | 0                         | 4                         |                           |          |
| 2010–2011                                             | Owen Sound Attack                                     | OHL                                                   | 66                        | 22                        | 32                        | 54                        | 135                       | 20                        | 10                        | 7                         | 17                        | 53                        |                           |          |
| 2011–2012                                             | Chicago Blackhawks                                    | NHL                                                   | 37                        | 12                        | 11                        | 23                        | 50                        | 3                         | 0                         | 0                         | 0                         | 15                        |                           |          |
|                                                       | Rockford Icehogs                                      | AHL                                                   | 38                        | 12                        | 11                        | 23                        | 99                        | —                         | —                         | —                         | —                         | —                         |                           |          |
| 2012–2013                                             | Chicago Blackhawks                                    | NHL                                                   | 48                        | 9                         | 6                         | 15                        | 38                        | 23                        | 5                         | 4                         | 9                         | 35                        |                           |          |
|                                                       | Rockford Icehogs                                      | AHL                                                   | 28                        | 8                         | 6                         | 14                        | 84                        | —                         | —                         | —                         | —                         | —                         |                           |          |
| 2013–2014                                             | Chicago Blackhawks                                    | NHL                                                   | 80                        | 20                        | 19                        | 39                        | 76                        | 12                        | 2                         | 6                         | 8                         | 12                        |                           |          |
| 2014–2015                                             | Chicago Blackhawks                                    | NHL                                                   | 79                        | 15                        | 11                        | 26                        | 67                        | 23                        | 5                         | 7                         | 12                        | 36                        |                           |          |
| 2015–2016                                             | Chicago Blackhawks                                    | NHL                                                   | 78                        | 14                        | 20                        | 34                        | 69                        | 6                         | 4                         | 2                         | 6                         | 18                        |                           |          |
| 2016–2017                                             | Montreal Canadiens                                    | NHL                                                   | 68                        | 12                        | 17                        | 29                        | 110                       | 5                         | 0                         | 0                         | 0                         | 7                         |                           |          |
| 2017–2018                                             | Montreal Canadiens                                    | NHL                                                   | 51                        | 10                        | 10                        | 20                        | 53                        | —                         | —                         | —                         | —                         | —                         |                           |          |
| 2018–2019                                             | Montreal Canadiens                                    | NHL                                                   | 63                        | 19                        | 28                        | 47                        | 71                        | —                         | —                         | —                         | —                         | —                         |                           |          |
| 2019–2020                                             | Chicago Blackhawks                                    | NHL                                                   | 26                        | 3                         | 7                         | 10                        | 33                        | —                         | —                         | —                         | —                         | —                         |                           |          |
| NHL totalt                                            | NHL totalt                                            | NHL totalt                                            | 530                       | 114                       | 129                       | 243                       | 567                       | 72                        | 16                        | 19                        | 35                        | 123                       |                           |          |
| AHL totalt                                            | AHL totalt                                            | AHL totalt                                            | 66                        | 20                        | 17                        | 37                        | 183                       | —                         | —                         | —                         | —                         | —                         |                           |          |
| OHL totalt                                            | OHL totalt                                            | OHL totalt                                            | 190                       | 41                        | 66                        | 107                       | 361                       | 37                        | 12                        | 8                         | 20                        | 79                        |                           |          |